# رصدخانه جنوبی اروپا

رصدخانهٔ جنوبی اروپا (به انگلیسی: European Southern Observatory) یا ESO سازمانی اروپایی برای پژوهش‌های اخترشناسی در نیمکرهٔ جنوبی است. 
در میان کشفیان این سازمان می‌توان به کشف ده‌ها سیاره بیرون از منظومهٔ خورشیدی اشاره نمود.

## سازمان
این سازمان که در سال ۱۳۴۰ (۱۹۶۲ میلادی) ایجاد گردیده، جدیدترین فناوری و امکانات پژوهشی را برای ستاره‌شناسان و اخترفیزیکدان‌ها تأمین می‌کند و توسط اتریش، بلژیک، جمهوری چک، دانمارک، فنلاند، فرانسه، آلمان، ایتالیا، هلند، پرتغال، اسپانیا، سوئد، سوئیس و انگلستان پشتیبانی می‌شود. چندین کشور دیگر نیز برای پیوستن به این سازمان ابراز علاقهٔ فراوان نموده‌اند.
شعبه مرکزی ESO شامل واحد تحقیقات علمی و تکنیکی و مرکز اداری در گراچینگ نزدیک مونیخ آلمان واقع شده‌است. واحد عملیاتی ESO واقع در مرکز سندیگو شامل سه پایگاه رصدی است که در چیلن صحرای آتاکاما گرد هم آمده‌اند. نخستین مرکز لاسیلا است که در ۶۰۰ کیلومتری و در ارتفاعات ۲٬۴۰۰ متری شمال سندیگو قرار دارد و عملیات مورد نیاز ESO را با چندین تلسکوپ اپتیکی بزرگ انجام می‌دهد. همچنین دومین مرکز که در پارانال، ۲٬۶۰۰ متری ارتفاعات کوهستان‌های جنوب آنتوفاگاستا واقع شده‌اند و مجهز به تلسکوپ‌های بسیار بزرگی با نام VLT می‌باشند. این مجموعه شامل دو تلسکوپ (VISTA) جهت نقشه برداری و یک تداخل سنج(VST) می‌باشد. سومین سایت در ۵٬۰۰۰ متری ارتفاعات لنو در چاجنانتور، نزدیک سن پدرو در صحرای آتاکاما است. جایی که یک تلسکوپ ریز میلی‌متری جدید APEX در عملکردی مشابه با آرایش عظیم آنتن‌های ۱۲ متری ریز میلی‌متری (ALMA) می‌باشد که با همکاری آمریکای شمالی، شرق آسیا و شیلی بنا گشته است.
ESO بارها در بررسی‌های خود از تلسکوپ‌های اپتیکی بزرگ فرو سرخ بانام E-ELT نیز استفاده کرده‌است.
وضعیت سهام اعضای ESO چیزی حدود ۱۲۰ میلیون یورو است که سالانه ۶۰۰ کارمند را از دور و اطراف استخدام می‌کند.
ESO عضوی از شرکت غیر سهامی هفت سازمان پژوهشی دولتی (EIROforum) در اروپا است که جست‌وجوهای بنیادی را در جهان انجام می‌دهند.

## نگارخانه

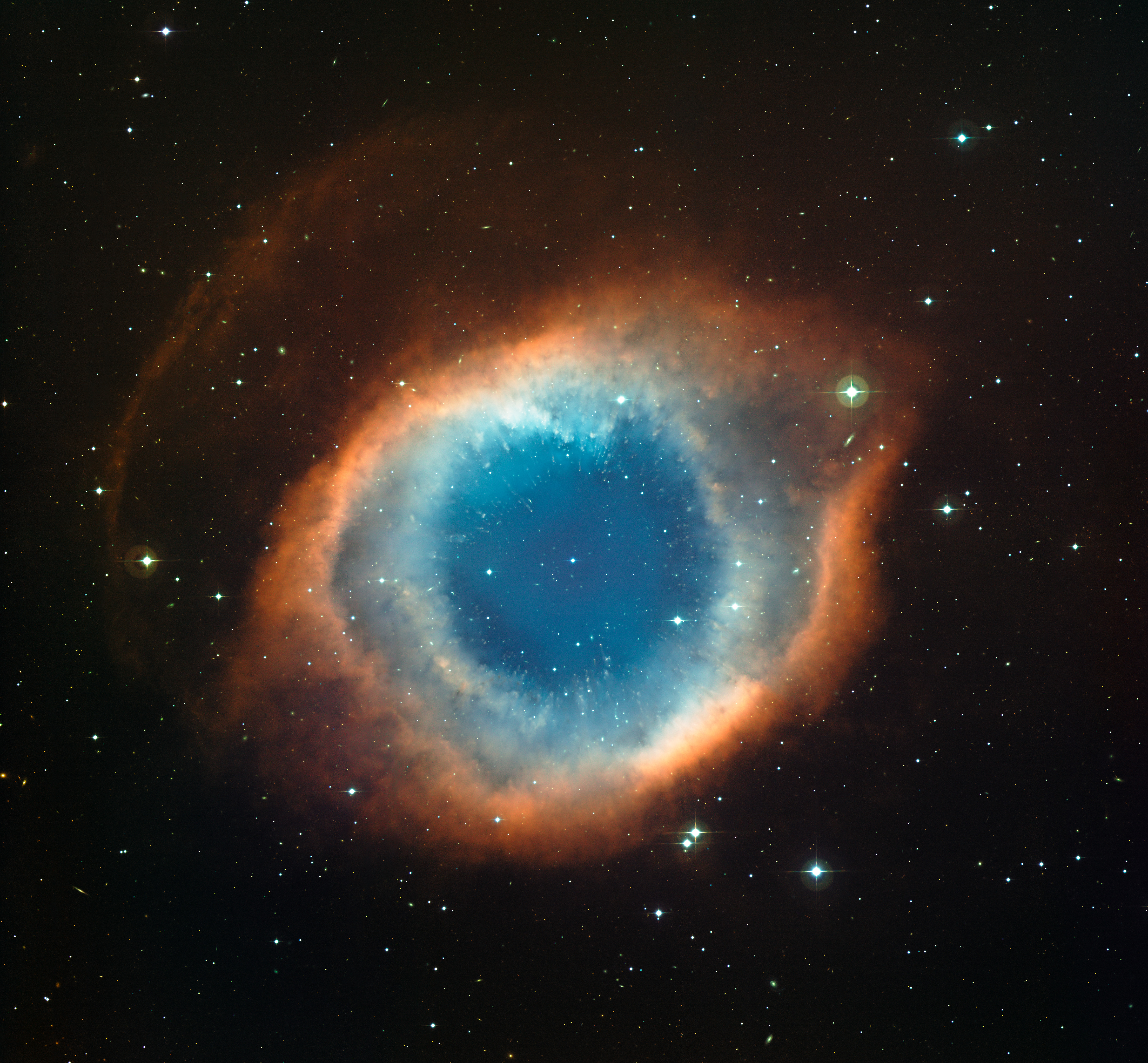
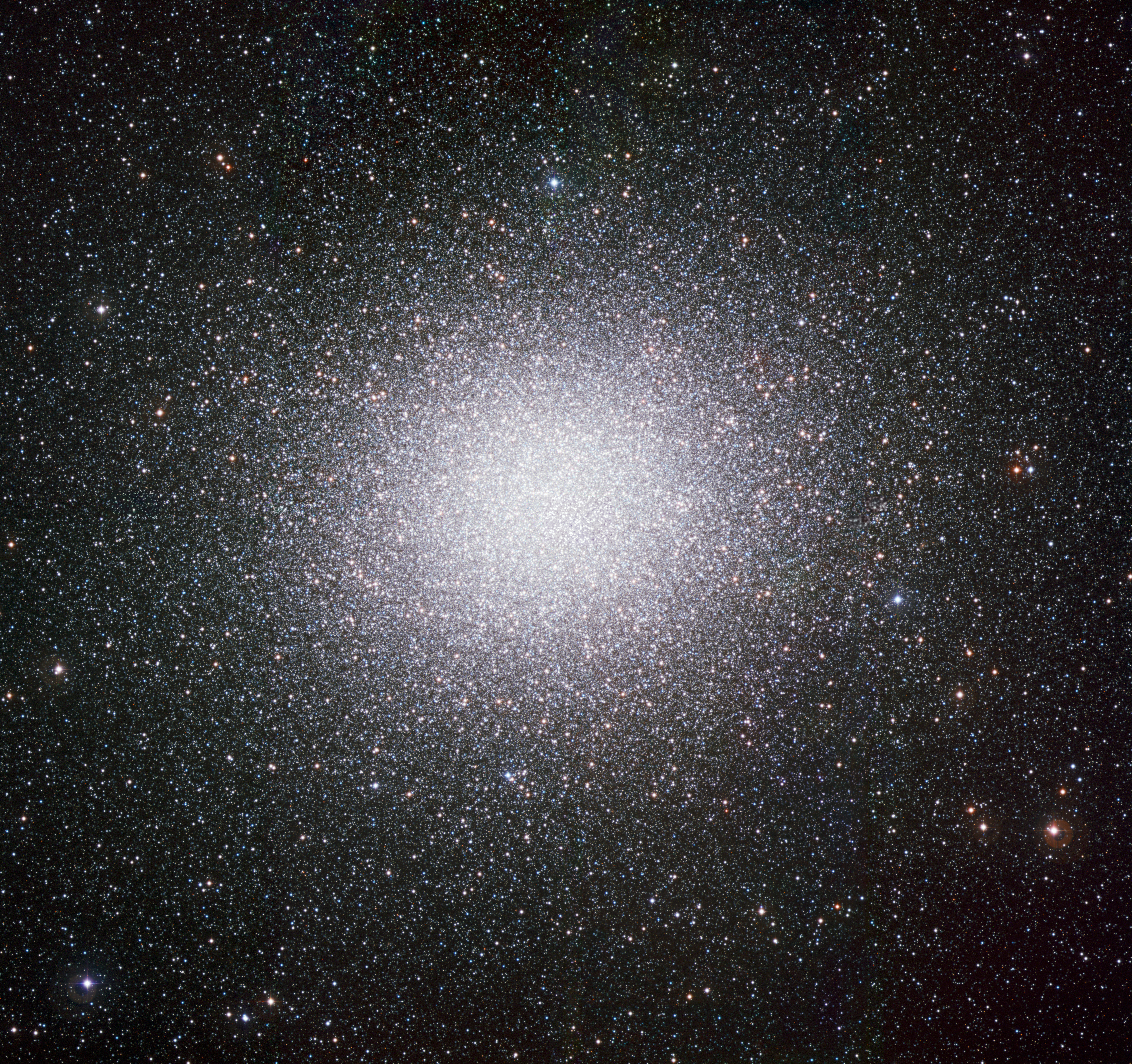
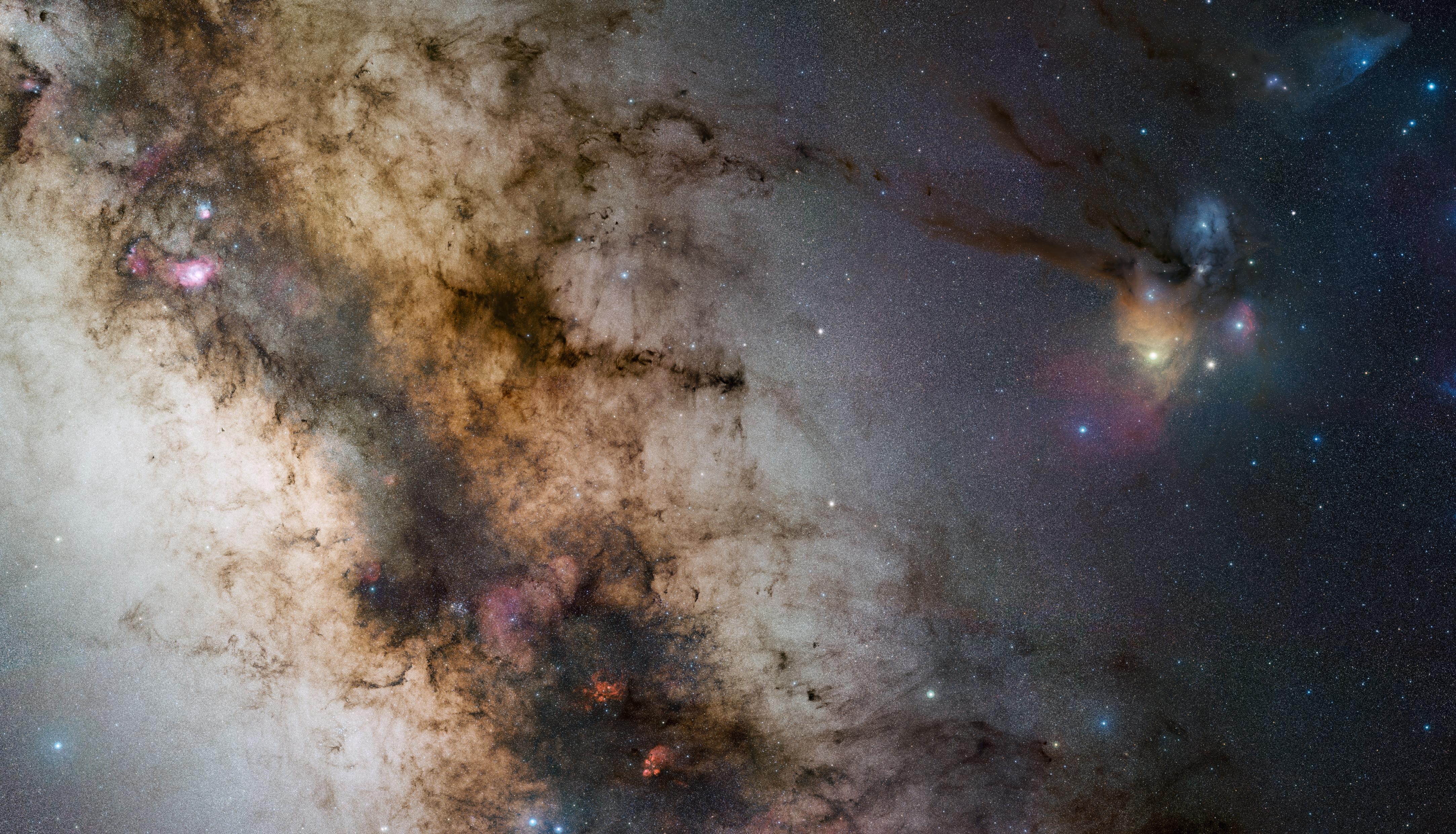
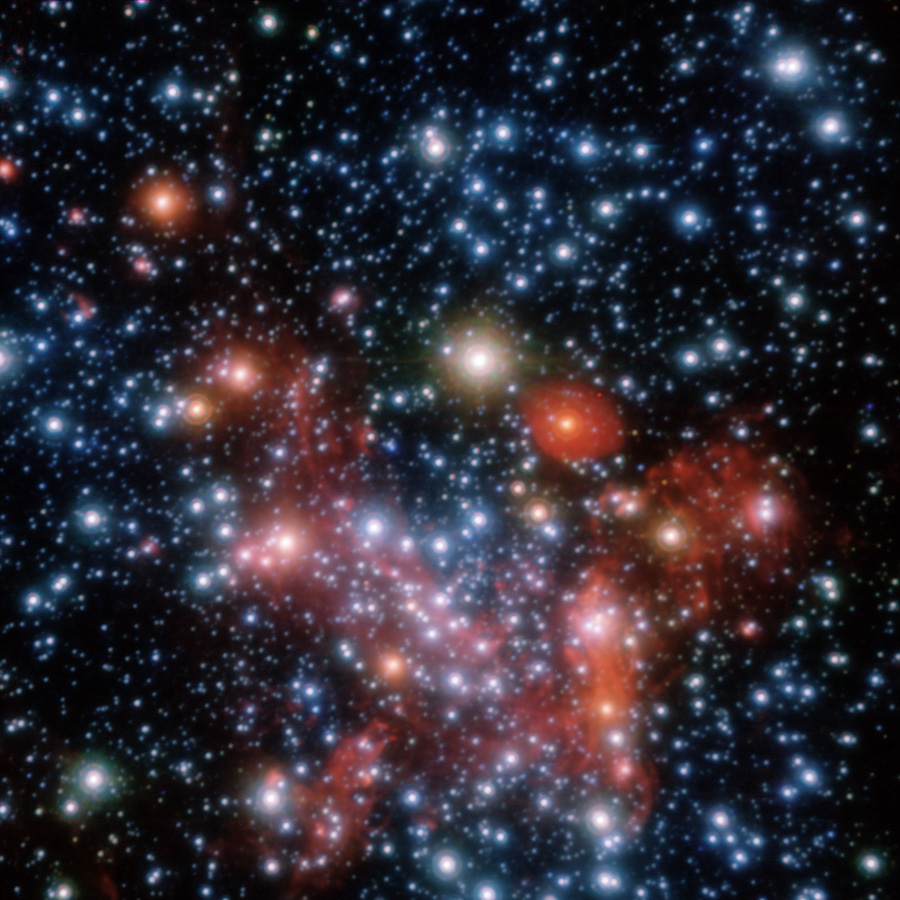
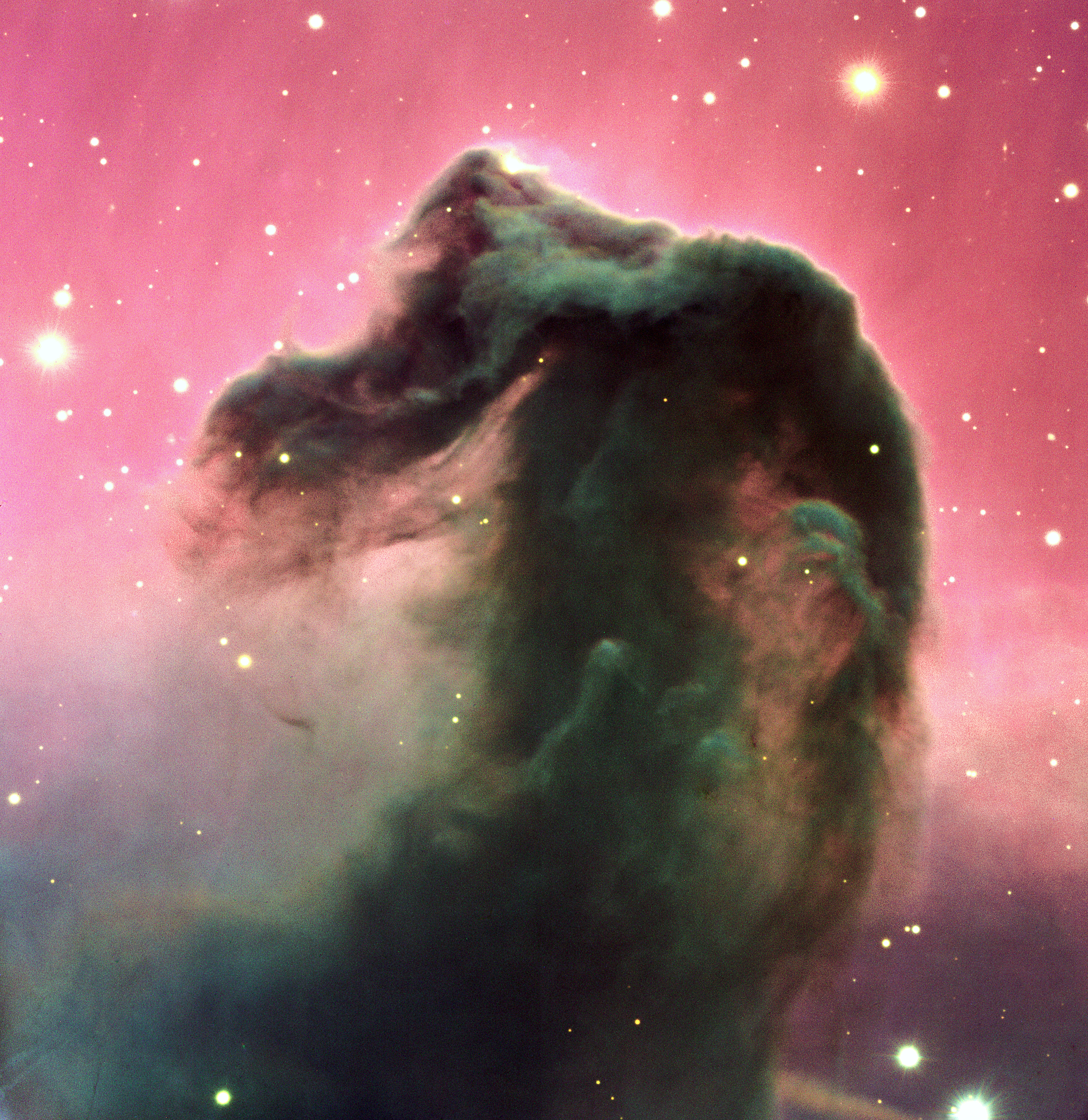
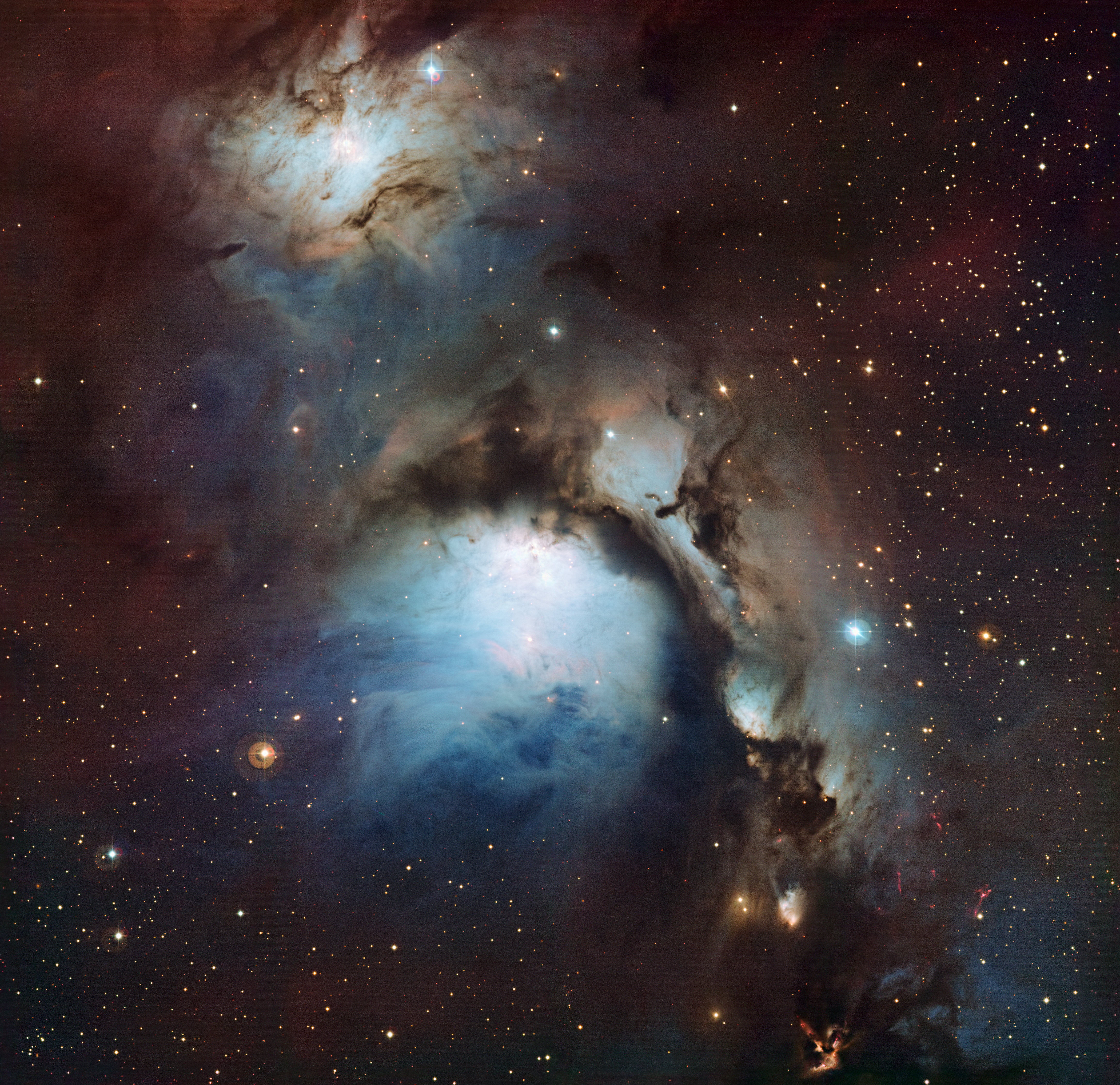
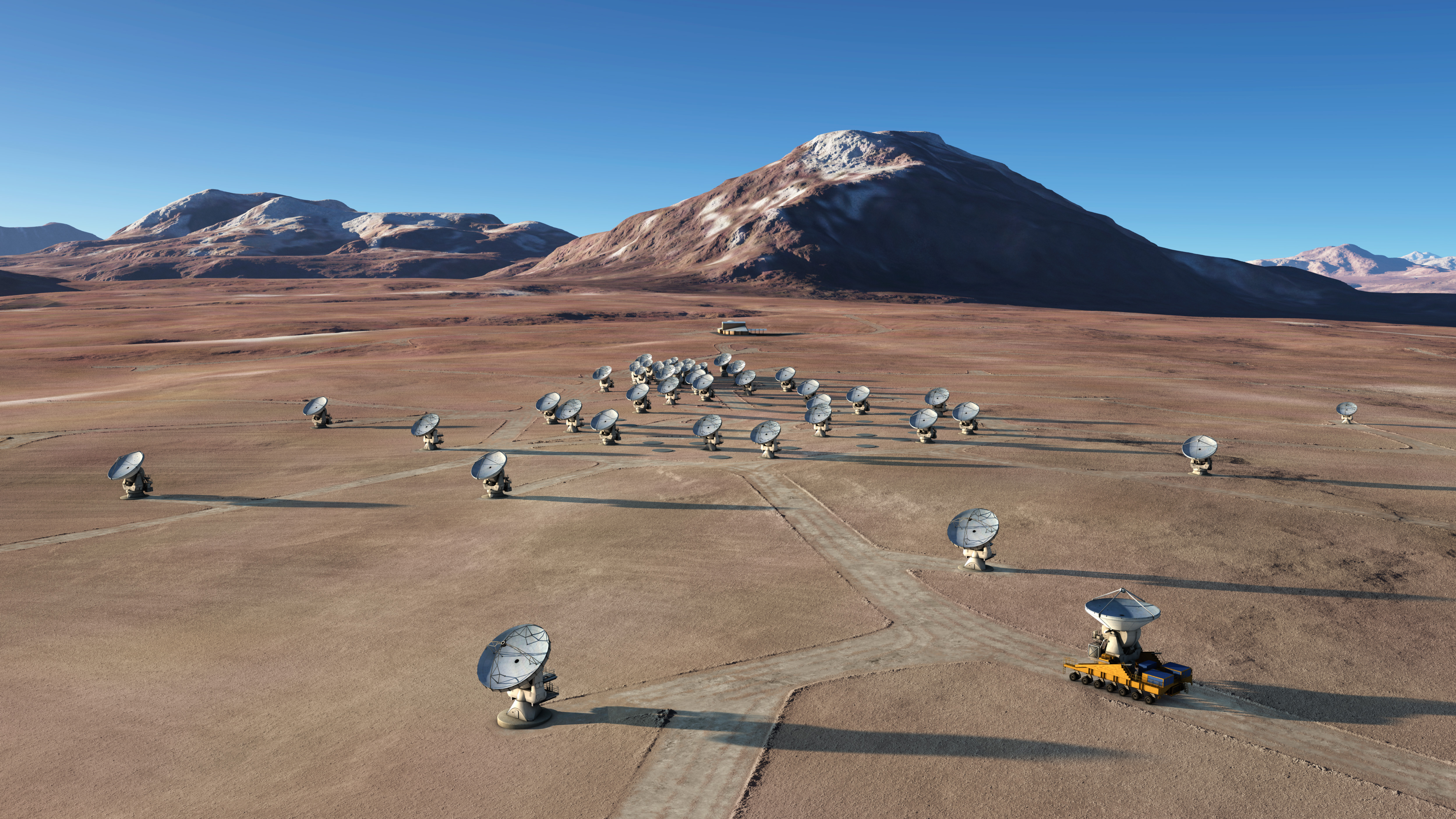
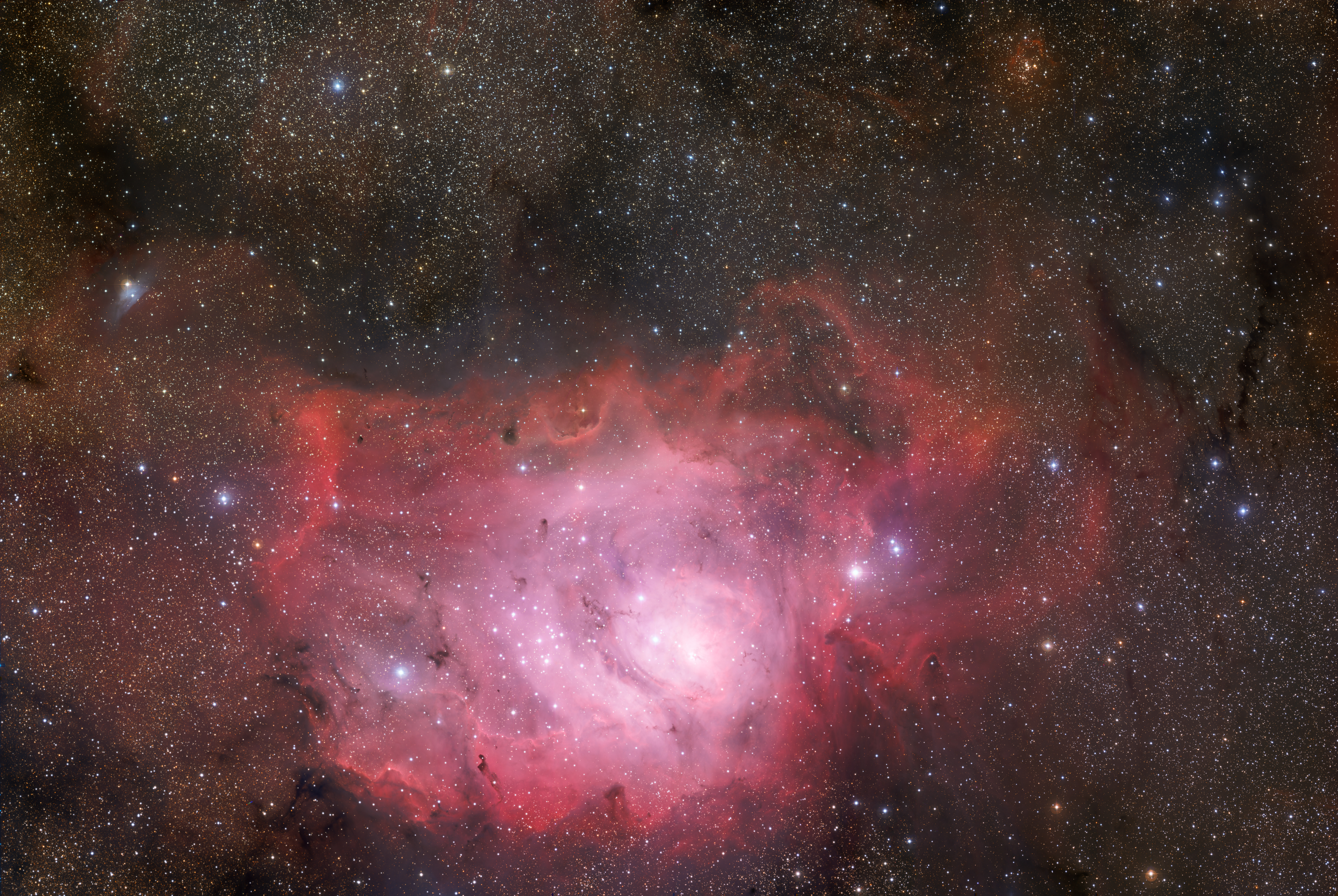
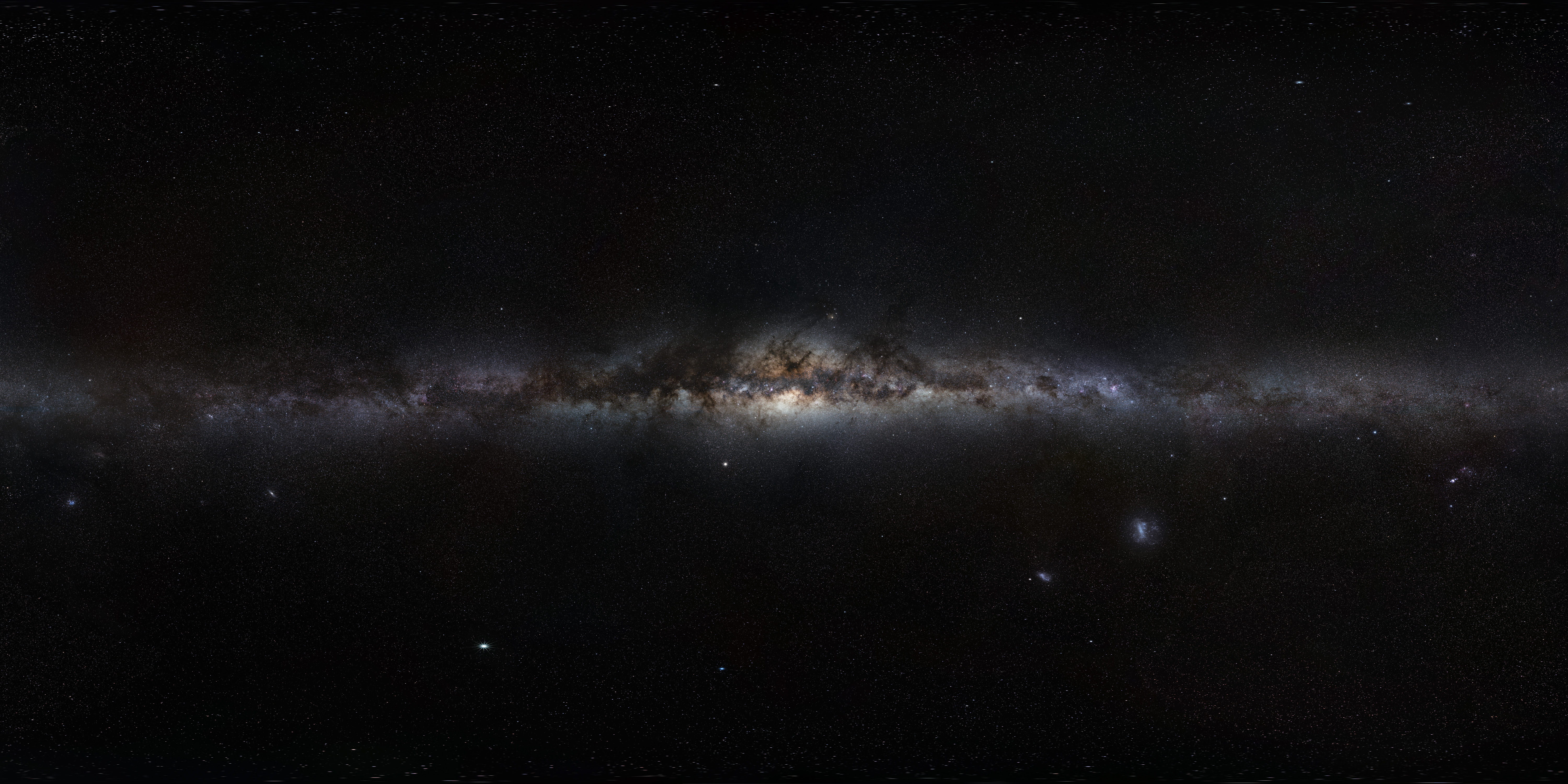
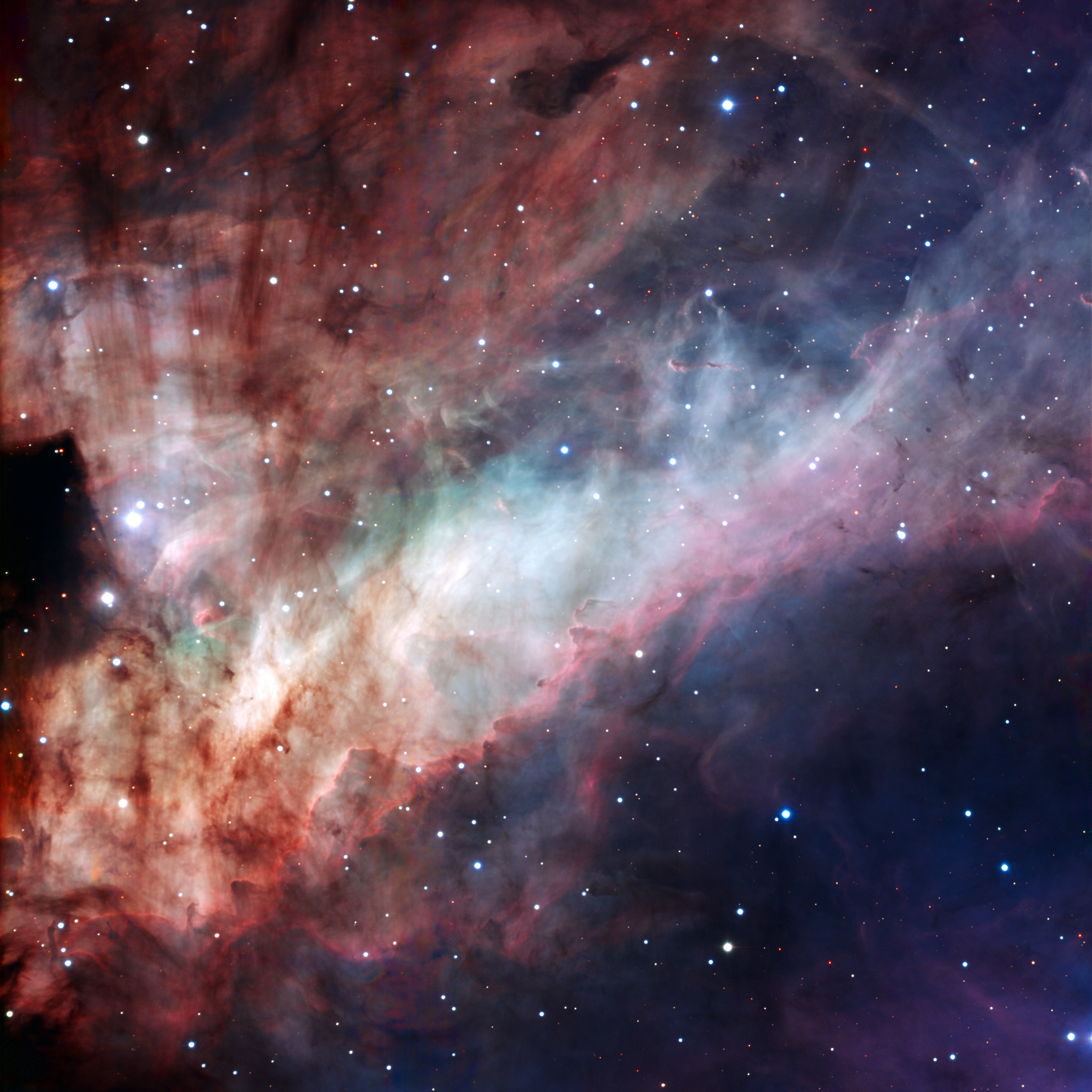
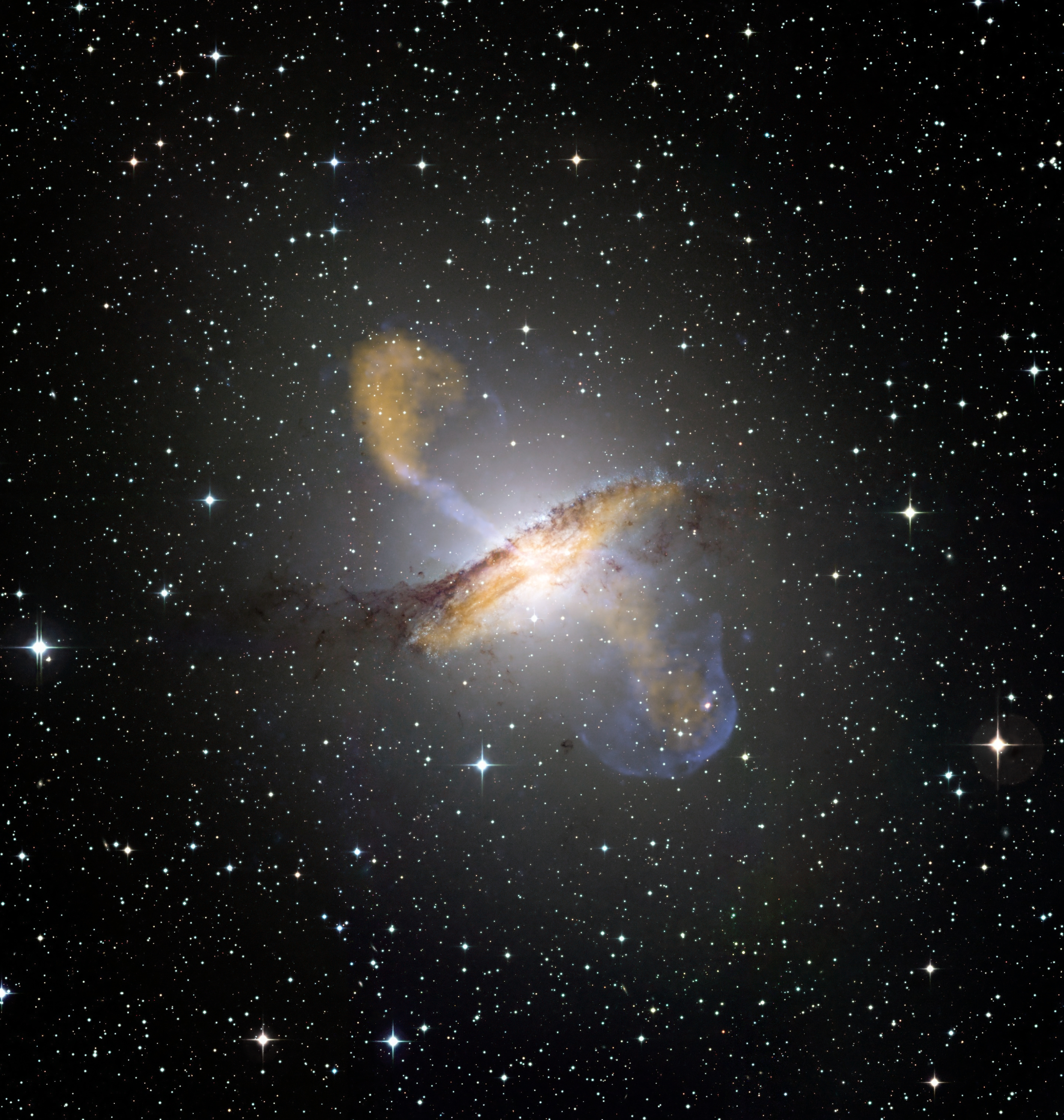
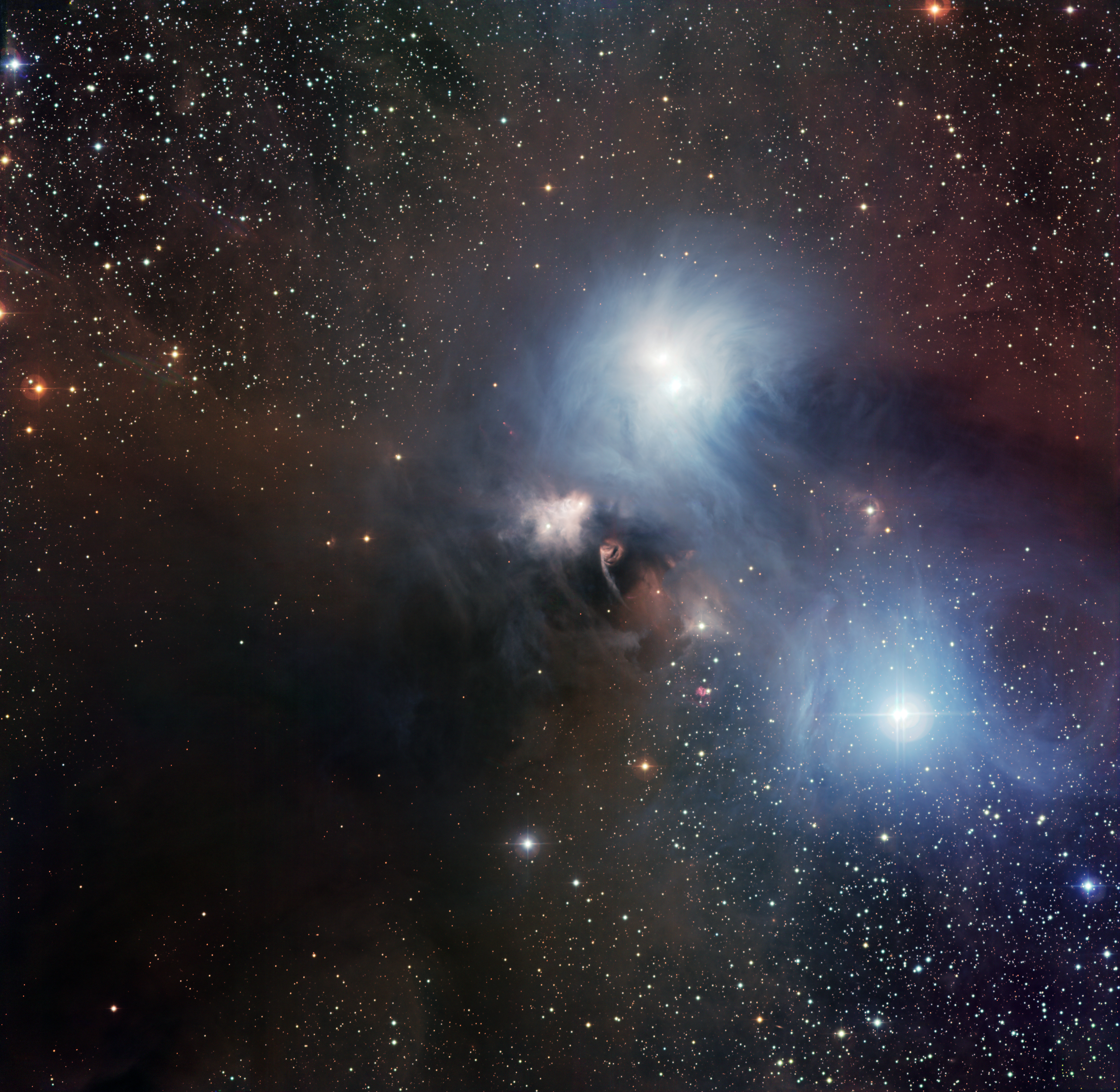

## کشورهای عضو

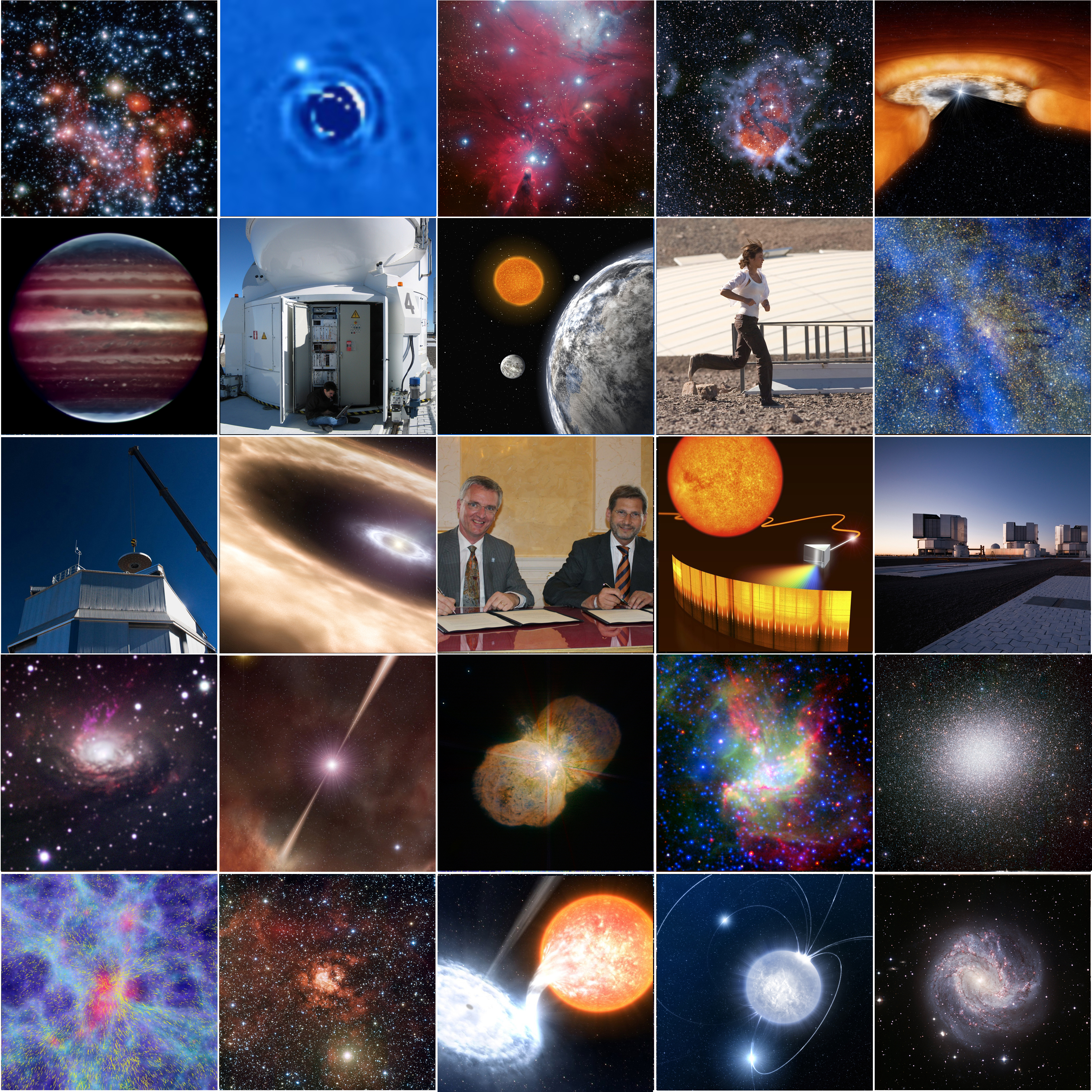

| کشور      | سال عضویت       |
| --------- | --------------- |
| بلژیک     | ۱۹۶۲            |
| آلمان     | ۱۹۶۲            |
| فرانسه    | ۱۹۶۲            |
| هلند      | ۱۹۶۲            |
| سوئد      | ۱۹۶۲            |
| دانمارک   | ۱۹۶۷            |
| سوئیس     | ۱۹۸۱            |
| ایتالیا   | ۱۹۸۲, ۲۴ May    |
| پرتغال    | ۲۰۰۰, ۲۷ June   |
| بریتانیا  | ۲۰۰۲, ۸ July    |
| فنلاند    | ۲۰۰۴, ۱ July    |
| اسپانیا   | ۲۰۰۶, ۱ July    |
| جمهوری چک | ۲۰۰۷, ۱ January |
| اتریش     | ۲۰۰۸, ۱ July    |

## روسا
| Otto Heckmann      | ۱۹۶۲–۱۹۶۹ |
| Adriaan Blaauw     | ۱۹۷۰–۱۹۷۴ |
| Lodewijk Woltjer   | ۱۹۷۵–۱۹۸۷ |
| Harry van der Laan | ۱۹۸۸–۱۹۹۲ |
| ریکاردو جیاکونی    | ۱۹۹۳–۱۹۹۹ |
| Catherine Cesarsky | ۱۹۹۹-۲۰۰۷ |
| Tim de Zeeuw       | from ۲۰۰۷ |